# Mistrzostwa Świata w Piłce Nożnej Plażowej 2004
Mistrzostwa świata w piłce nożnej plażowej 2004 – dziesiąte rozgrywki o tytuł mistrza świata. Turniej został rozegrany na Copacabanie na przełomie lutego i marca 2004. Turniej został rozegrany systemem znanym z lat 1999–2001, czyli 12 drużyn podzielonych na 4 grupy po 3 zespoły.

## Zespoły zakwalifikowane
| Drużyna           | Strefa kwalifikacyjna | Liczba występów do tej pory | Najlepszy wynik                                              | Ostatni występ |
| ----------------- | --------------------- | --------------------------- | ------------------------------------------------------------ | -------------- |
| Stany Zjednoczone | Ameryka Północna      | 8                           | II miejsce (1995)                                            | 2003           |
| Argentyna         | Ameryka Południowa    | 7                           | III miejsce (2001)                                           | 2002           |
| Brazylia          | Ameryka Południowa    | 9                           | Mistrzostwo (1995, 1996, 1997, 1998, 1999, 2000, 2002, 2003) | 2003           |
| Urugwaj           | Ameryka Południowa    | 9                           | II miejsce (1996, 1997)                                      | 2003           |
| Peru              | Ameryka Południowa    | 4                           | II miejsce (2000)                                            | 2001           |
| Francja           | Europa                | 7                           | II miejsce (1998, 2001)                                      | 2003           |
| Hiszpania         | Europa                | 6                           | II miejsce (2003)                                            | 2003           |
| Portugalia        | Europa                | 7                           | Mistrzostwo (2001)                                           | 2003           |
| Szwajcaria        | Europa                | debiutant                   | debiutant                                                    | debiutant      |
| Włochy            | Europa                | 9                           | III miejsce (1996)                                           | 2003           |
| Belgia            | Europa                | debiutant                   | debiutant                                                    | debiutant      |
| Niemcy            | Europa                | 2                           | Faza Grupowa (2000, 2001)                                    | 2001           |

## Faza grupowa

### Grupa A
Tabela:
| lp | Reprezentacja | M | Z | R | P | Bramki | Pkt |
| -- | ------------- | - | - | - | - | ------ | --- |
| 1. | Brazylia      | 2 | 2 | 0 | 0 | 22 - 4 | 6   |
| 2. | Szwajcaria    | 2 | 1 | 0 | 1 | 5 - 12 | 3   |
| 3. | Niemcy        | 2 | 0 | 0 | 2 | 2 - 13 | 0   |

Wyniki:
| Brazylia   | 10 - 2 | Niemcy     |
| Szwajcaria | 3 - 0  | Niemcy     |
| Brazylia   | 12 - 2 | Szwajcaria |

### Grupa B
Tabela:
| lp | Reprezentacja | M | Z | R | P | Bramki | Pkt |
| -- | ------------- | - | - | - | - | ------ | --- |
| 1. | Włochy        | 2 | 2 | 0 | 0 | 5 - 3  | 6   |
| 2. | Francja       | 2 | 1 | 0 | 1 | 10 - 7 | 3   |
| 3. | Peru          | 2 | 0 | 0 | 2 | 5 - 10 | 0   |

Wyniki:
| Włochy  | 3 - 2 | Francja |               |
| Włochy  | 2 - 1 | Peru    | - po dogrywce |
| Francja | 8 - 4 | Peru    |               |

### Grupa C
Tabela:
| lp | Reprezentacja | M | Z | R | P | Bramki | Pkt |
| -- | ------------- | - | - | - | - | ------ | --- |
| 1. | Portugalia    | 2 | 2 | 0 | 0 | 17 - 2 | 6   |
| 2. | Urugwaj       | 2 | 1 | 0 | 1 | 7 - 9  | 3   |
| 3. | Belgia        | 2 | 0 | 0 | 2 | 5 - 18 | 0   |

Wyniki:
| Urugwaj    | 6 - 4  | Belgia  |
| Portugalia | 12 - 1 | Belgia  |
| Portugalia | 5 - 1  | Urugwaj |

### Grupa D
Tabela:
| lp | Reprezentacja     | M | Z | R | P | Bramki | Pkt |
| -- | ----------------- | - | - | - | - | ------ | --- |
| 1. | Hiszpania         | 2 | 2 | 0 | 0 | 10 - 2 | 6   |
| 2. | Argentyna         | 2 | 1 | 0 | 1 | 6 - 8  | 3   |
| 3. | Stany Zjednoczone | 2 | 0 | 0 | 2 | 2 - 8  | 0   |

Wyniki:
| Hiszpania | 4 - 0 | Stany Zjednoczone |
| Argentyna | 4 - 2 | Stany Zjednoczone |
| Hiszpania | 6 - 2 | Argentyna         |

## Faza Pucharowa

### Ćwierćfinały
| Brazylia   | 7 - 2 | Argentyna  |
| Portugalia | 6 - 3 | Francja    |
| Hiszpania  | 5 - 4 | Szwajcaria |
| Włochy     | 4 - 1 | Urugwaj    |

### Półfinały
| Brazylia  | 7 - 2 | Portugalia |
| Hiszpania | 3 - 1 | Włochy     |

### Mecz o 3 miejsce
| Portugalia | 5 - 1 | Włochy |

### Finał
| Brazylia | 6 - 4 | Hiszpania |

## Nagrody
- MVP: Jorginho ( Brazylia)
- Król strzelców: Madjer ( Portugalia) - 12 bramek
- Najlepszy bramkarz: Roberto Valeiro ( Hiszpania)